# Lepteria parallela
Lepteria parallela là một loài bướm đêm trong họ Noctuidae.